# (38039) 1998 RD24
1998 RD24 (asteroide 38039) é um asteroide da cintura principal. Possui uma excentricidade de 0.13897690 e uma inclinação de 1.77551º.
Este asteroide foi descoberto no dia 14 de setembro de 1998 por LINEAR em Socorro.